# Marc Scott
Marc Scott (Northallerton, 21 de diciembre de 1993) es un deportista británico que compite en atletismo, especialista en las carreras de mediofondo. Ganó una medalla de bronce en el Campeonato Mundial de Atletismo en Pista Cubierta de 2022, en la prueba de 3000 m.

## Palmarés internacional
| Campeonato Mundial en Pista Cubierta | Campeonato Mundial en Pista Cubierta | Campeonato Mundial en Pista Cubierta | Campeonato Mundial en Pista Cubierta |
| Año                                  | Lugar                                | Medalla                              | Prueba                               |
| ------------------------------------ | ------------------------------------ | ------------------------------------ | ------------------------------------ |
| 2022                                 | Belgrado (Serbia)                    | Medalla de bronce                    | 3000 m                               |